# Torres de Redín

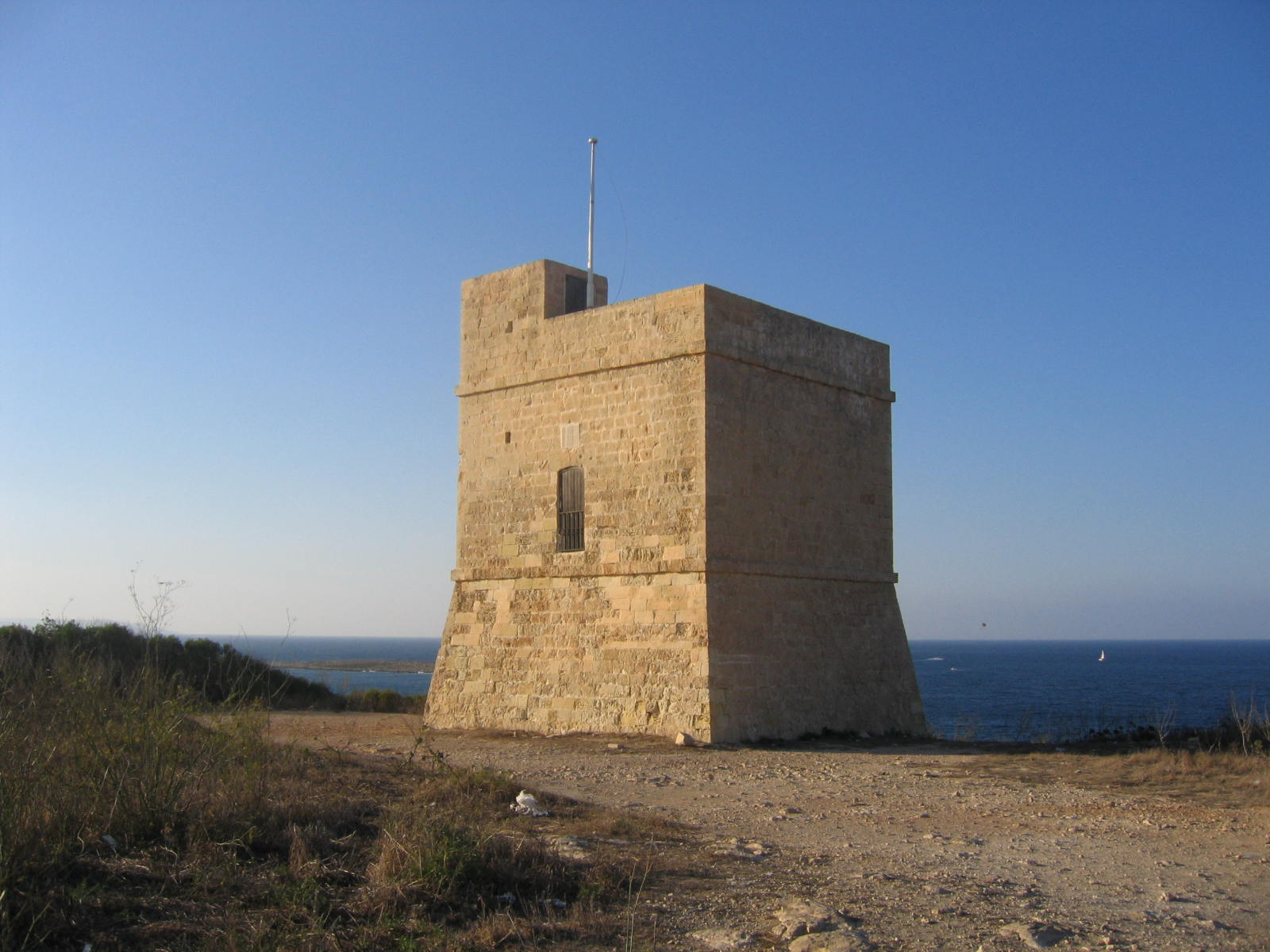
Torre Ghallis

Les Torres de Redín és una sèrie de tretze torres defensives i de vigilància situades a Malta i construïdes per l'Orde de Sant Joan de Jerusalem sota la promoció del Gran Mestre Martín de Redín. Foren construïdes entre 1658 i 1659. Les torres estan a una distància que des d'una es pugui veure una altra i a més es comunica amb l'illa de Gozo i el Gran Port. Estaven destinades a vigilar els corsaris.
El disseny es basa en les cinc Torres Lascaris, construïdes per Jean de Lascaris-Castellar, predecessor de Redín, amb les quals es confonen tots. Moltes d'aquestes torres es conserven en bon estat i es poden visitar.

## Llista de torres
1. Torre Ghajn Hadid
2. Torre Għallis
3. Torre de Sant Marc o Torre Qalet Marku
4. Torre Madliena
5. Torre de Sant Julià
6. Torre Ahrax
7. Torre Benghisa
8. Torre Triq Il-Wisgha
9. Torre Xrob l-Ghagin
10. Torre Delimara
11. Torre Zonqor
12. Torre Hamrija
13. Torre Wardija